# 黒沢秀樹
黒沢 秀樹（くろさわ ひでき、1970年8月28日 - ）は、日本のシンガーソングライター、音楽プロデューサー、ギタリスト、心理カウンセラー。茨城県日立市出身。血液型はB型。実兄は黒沢健一。妻は女優の佐藤みゆき。身長161cm

## 経歴
1991年 - 兄の健一、友人であった木下裕晴の3人でL⇔Rを結成し、グループ活動を開始。同年11月25日、ミニアルバム「L」でデビュー。以後13枚のシングル、7枚のアルバムを発表。
1994年11月 - 高橋ひろのアルバム『WELCOME TO POPSICLE CHANNEL』に収録の「ごめんねまくら」「雨になれ」にコーラスで参加。
1997年11月 - L⇔R休止後、ソロアルバム制作を開始。
1999年
- 4月 - シングル「Believe」をリリースし、ソロ活動を開始
- 7月 - 仲村有紀（元サラダ）、笠鳥高生（元サラダ）、関美彦（元バターフィールド）らとソングライターユニット「HOW」を結成。2003年の解散まで3枚のミニアルバムを発表

2000年11月 - ゆずのコンサートツアーにギタリストとして参加
2004年 - ミニアルバム「winter」を発表し、ソロ活動を再開。その後、作曲家、編曲家、プロデューサー、ギタリストとしても幅広く活動。SOWAN SONGの2ndアルバム「瞬間線」プロデュースをきっかけに『クロソワン』を結成。イベント『intersect』をVol.5まで開催。
2009年4月1日 - 兄である黒沢健一と共に結成したユニット、ハンキー・パンキーでミニアルバムをリリース。
2010年6月 - 伊藤銀次とのユニット、uncle-jamを結成。
2012年 - 弾き語りライブ開始。その弾き語りライブと連動する形でシングル連続リリース中。
2016年12月5日 - 兄の健一が脳腫瘍で逝去。
2017年12月 - 2016年の第5回クォータースターコンテストグランプリ受賞作「マルイチ」制作時の共同作業を機に交際を開始した女優の佐藤みゆきと、婚姻届を提出し結婚。
2018年
- 1月 - 佐藤との結婚と、佐藤が妊娠中であることを自身の公式ブログにて発表[3]。
- 6月 - 第1子の誕生を報告[4]。

2020年
- 1月27日 - Webマガジン「ホテル暴風雨」にて育児ノート「【Little Child ～ だいじょうぶ、父さんも生まれたて】」の連載開始。
- 12月24日 - 公式YouTubeチャンネル「Hideki Kurosawa 【Walls & Bridges】」を開設。

2022年11月11日 - YouTubeチャンネルでの生配信にて12月5日のライブを以てミュージシャンとしての活動休止を発表。
2023年
- 4月3日 - standFMにてマエソワヒロユキとのユニット「クロソワン」の音声配信「そだて!しあわせくん」開始。
- 6月19日 - 「【Little Child ～ だいじょうぶ、父さんも生まれたて】」の更新終了。

2024年
- 11月1日 - 心理カウンセラーの資格を取得し、オンラインカウンセリングルーム「アサイラムストレスマネジメントサポートオフィス」代表に就任したことをnoteに発表。[5]

## ディスコグラフィー

### ソロ名義

#### シングル
| # | タイトル         | 収録曲                                             | 発売日        | 備考 |
| - | ---------------- | -------------------------------------------------- | ------------- | ---- |
| 1 | Believe          | 1. Believe(single ver.) 2. Believe II 3. Interview | 1999年4月7日  |      |
| 2 | 心の橋           | 1. 心の橋                                          | 2012年1月16日 |      |
| 3 | tomorrow/today   | 1. tomorrow/today                                  | 2012年4月15日 |      |
| 4 | 気ままなlovesong | 1. 気ままなlovesong                                | 2012年7月22日 |      |
| 5 | Endless Harmony  | 1. Endless Harmony                                 | 2013年11月4日 |      |
| 6 | 僕らの未来       | 1. 僕らの未来                                      | 2013年3月24日 |      |
| 7 | wonderful summer | 1. wonderful summer                                | 2013年6月30日 |      |
| 8 | 日の名残         | 1. 日の名残                                        | 2013年9月14日 |      |
| 9 | 青空のように     | 1. 青空のように                                    | 2014年2月9日  |      |

#### アルバム
| # | タイトル    | 収録曲 | 発売日        | 備考                                              |
| - | ----------- | --- | ------------- | ------------------------------------------------- |
| 1 | Believe     | 1. Tune In 2. Believe 3. Rain 4. Pure 5. 公園にすわって 6. Rights Of Humanity 7. Big Bang 8. The Line 9. 深呼吸 10. 1997年のダイアナ | 1999年4月21日 |                                                   |
| 2 | winter      | 1. 愛のゆくえ 2. 大事なこと 3. 冬時間 4. 今すぐに | 2004年2月25日 |                                                   |
| 3 | spring      | 1. ジレンマ 2. 休日 3. 記憶 4. 散歩 | 2004年9月27日 |                                                   |
| 4 | summer      | 1. summer 2. かげろう 3. 夢の地図 4. 透明なBlues | 2006年4月21日 |                                                   |
| 5 | colorations | 1. wonderful summer 2. 日の名残り 3. Endless Harmony 4. tomorrow/today 5. 青空のように 6. 恋のスパイス~spice of love~ 7. 気ままな love song 8. 僕らの未来 9. Blue flowers ~青のない国~ 10. 心の橋 11. welcome to dreamsville 12. 焼いた魚の晩ごはん | 2015年7月1日  | M12は、かもめ児童合唱団に提供した曲のセルフカバー |

### HOW
1. 「5 Songs」(2002/2/1)
2. 「New Music」(2002/8/28)
3. 「Melody」(2002/11/20)

### ハンキー・パンキー
1. 「In Touch With Hanky Panky」（2009/04/01）

### クロソワン
1. 「クロソワンの部屋」（2013/10/03）1.intersect 2.大きな恋のメロディ 3.レイニーガール 4.マーブル 5.ピンクシャドウ

### uncle-jam
1. 「UNCLE-JAM」（2013/8/01）1. HEROES 2. Dream Again ～ ラジオから P. S. I Love You 3. I Will 4. 僕たちのキャンドル 5. ウキウキMUSIC 6. かじりかけのトースト

### 石田ショーキチ&黒沢秀樹
1. 「旅する僕ら」（ツアーパンフレット用限定販売音源）

### 参加コンピレーション
1. 「ようこそ夢街名曲堂へ!」(2003/4/19)（黒沢秀樹&リトル・ギャング名義）「Welcome To Dreamsville」
2. 「SUNNY ROCK!Sunshine Days of 70’s tribute album 」(2007/11/26)
3. 「猫と音楽の蜜月」(2013/9/25) （uncle-jam名義）「にゃーお」

## 主なプロデュース作品
- 有里知花
- RIDE on BABY
- 石野田奈津代
- 安東由美子
- mellow clap
- 角田晃広（東京03）＋大竹マネージャー
- サニー・ロック（ドラマ『サンシャイン・デイズ』のサウンドトラックアルバム）
- sugarclip「日焼けのあと」
- 村松徳一「星めぐりの歌」

## 主な楽曲提供
- ケン坊田中「日曜日の奇跡」
- 吉川ひなの「4分の3の季節」
- Chocolat「かなえるよ」
- 遠藤久美子「やさしい雫」「冬の約束」
- 有里知花「Good Luck To You」
- 松下萌子「ド・キ・ド・キ～自転車に乗って～」
- かもめ児童合唱団「焼いた魚の晩ごはん」
- まちだガールズクワイア「恋がうまれるまちだから」

## 主なライブサポート
- 鈴木茂Band
- Jon Auer (The Posies,Big Star)
- ゆず
- 有里知花
- 高杉さと美
- 安藤裕子
- 石野田奈津代

## その他のユニット活動
- Triaes（根岸孝旨・サンコンJr.・黒沢秀樹）
- クージー& ザ・フェアリーズ（クジヒロコ・サンコンJr.・伊藤健太・黒沢秀樹）

## 出演

### ウェブラジオ
- Music Drip（Back Stage Cafe）（2018年11月1日 -）毎週木曜日21時[6]　※SUGARCLIPの谷内里早と共に出演

- クロソワン「そだて！しあわせくん」（stand fm）（2023年4月3日 -）月・水・金曜 12時更新[7]